# Alain Finkielkraut

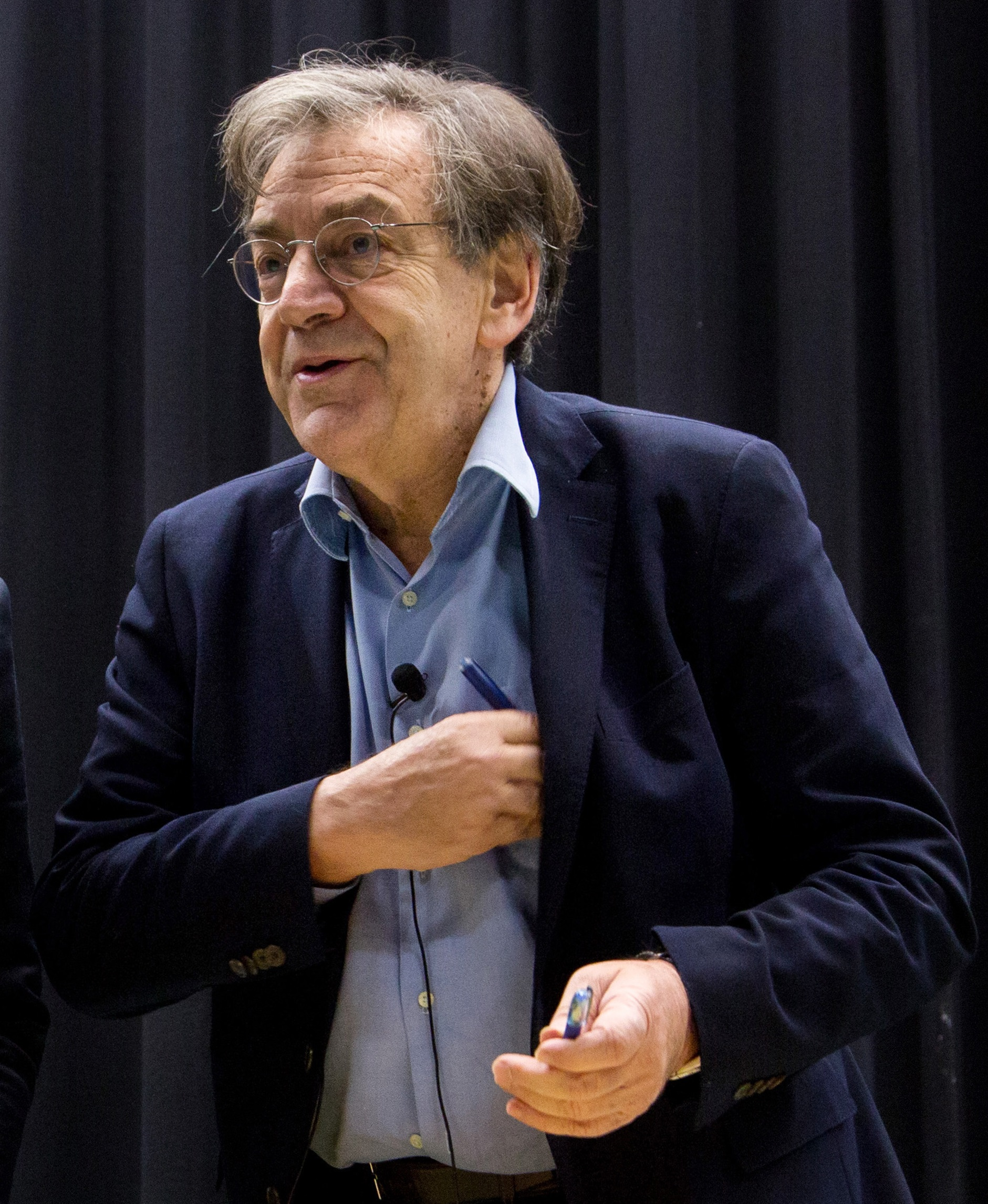
Alain Finkielkraut (2014)

Alain Finkielkraut (* 30. Juni 1949 in Paris) ist ein französischer Philosoph und Autor. Er ist Mitglied der Académie française.

## Leben und Werk
Finkielkraut ist der Sohn eines polnisch-jüdischen Lederwarenhändlers, der das KZ Auschwitz überlebte. Alain Finkielkraut besuchte das Pariser Lycée Henri IV und studierte an der École normale supérieure (ENS) von Saint-Cloud. Von 1989 bis 2014 lehrte er Philosophie und Ideengeschichte an der École polytechnique. Seit 1985 und mit inzwischen mehr als 800 Folgen moderiert er die Sendung „Répliques“ des französischen Radiosenders France Culture.
In Deutschland wurde Finkielkraut durch Le nouveau désordre amoureux (1977; deutsch 1979 unter dem Titel Die neue Liebesunordnung) bekannt, verfasst zusammen mit Pascal Bruckner. Mit der Niederlage des Denkens (1987) beginnt seine Kritik „der Barbarei der modernen Welt“, eine Kritik, die sich im Umkreis des Denkens Hannah Arendts entfaltet. Vehement wendet er sich gegen jeden Kulturrelativismus: So zerstöre etwa die Kritik an der Ungleichheit zwischen Männern und Frauen in islamischen Ländern nicht deren Gemeinschaft. Wer sich gegen eine solche Kritik mit dem Anspruch der Toleranz gegenüber fremden Kulturen ausspreche, setze ein überkommenes Denken in Begriffen der kulturellen Identität voraus. Auch kulturelle bzw. religiöse Minderheiten seien ohne eine kulturrelativistische Haltung durchaus geschützt, unter der Bedingung nämlich, dass sie Bräuche, die die Grundrechte der Person verhöhnen, als ungesetzlich erachteten.
Im Jahr 2000 gründete Finkielkraut zusammen mit Benny Lévy und Bernard-Henri Lévy in Jerusalem das Institut d’études lévinassiennes, benannt nach Emmanuel Levinas. Der heutige Sitz ist Paris.
2007 verlieh ihm die Universität Tel Aviv die Ehrendoktorwürde. 2010 wurde Un cœur intelligent, ein Sammelband seiner Lektüren, mit dem Prix de l’Essai ausgezeichnet.
Am 10. April 2014 wurde Finkielkraut in die Académie française gewählt, wo er den Platz von Félicien Marceau übernahm. Finkielkrauts Wahl war eine Debatte vorangegangen, die sich an seinen konservativen, von manchen als reaktionär empfundenen Positionen entzündet hatte, besonders an jenen, die in seinem wenige Monate zuvor erschienenen Buch L’identité malheureuse vertreten werden. Finkielkraut verband darin die Themen Einwanderung und nationale Identität und beklagte den angeblichen Niedergang Frankreichs, seiner Bildungsinstitutionen und seiner Kultur. Die Identität sei insbesondere durch die Einwanderung gefährdet. Frankreich habe seine Homogenität verloren. Die einheimische Bevölkerung bestimme nicht mehr die kulturelle Linie.
Der Journalist Jean Birnbaum urteilte anlässlich der Veröffentlichung dieses Buches über Finkielkraut: „Ob er sich selbst dessen bewusst ist oder nicht – sein Buch ist Ausdruck eines politischen Umbruchs. So wie Antonio Gramsci früher als Symbol einer scheinbar undogmatischen KP in Italien herhalten musste, so ist Alain Finkielkraut heute der Vorzeige-Intellektuelle eines scheinbar akzeptabel gewordenen Front National in Frankreich.“ Finkielkraut bezeichnete 2013 den Front National als „die einzige Partei, die die Franzosen mit ihrer verunsicherten Identität ernst“ nehme. Er beklagte, dass Kritiker des Front National durch bestimmte Positionen es diesem und seiner Anführerin Marine Le Pen gestatteten, sich als Verteidigerin republikanischer Werte darzustellen.
Im Vorwahlkampf der Präsidentschaftswahl in Frankreich 2017 unterstützte Finkielkraut bei den Vorwahlen der Linken den ehemaligen Premierminister Manuel Valls; unter den möglichen Präsidentschaftskandidaten sprach er sich insbesondere gegen Emmanuel Macron und Marine Le Pen aus.
Am 16. Februar 2019 wurde Finkielkraut während einer Demonstration der Gelbwestenbewegung in Paris Opfer antisemitischer Pöbeleien, der Haupttäter wurde als ein geheimdienstlich bekannter radikaler Islamist identifiziert. Finkielkraut selber sagte, dass er nicht als Jude, sondern als Unterstützer des Staates Israel attackiert worden sei und dass der dabei geäußerte Ruf „Gott wird dich bestrafen“ klar auf einen islamistischen Hintergrund hindeute. Der Vorfall wurde in Frankreich bis hin zu Präsident Macron kritisch kommentiert.
Im Dezember 2021 wandte er sich gegen die Verschwörungstheorie vom Großen Austausch, wie ihn der rechtsextreme Kandidat Eric Zemmour beschwor: Diese und die Vorstellung einer drohenden Islamisierung oder Libanonisierung Frankreichs seien „zu radikal“, auch wenn der demographische Wandel in Europa „extrem spektakulär“ sei und die historischen Völker sich in einigen Gemeinden oder Départements in der Minderheit sähen.
2023 wandte sich Finkielkraut hart gegen die Woke-Ideologie, die er inhaltlich als eine Infragestellung der westlichen Kultur definierte, verbunden mit antisemitischen Inhalten und Vorurteilen. Wokeismus sei eine „Installation des Hasses auf den Westen im Herzen des Westens“.
2024 sagte Finkielkraut, er würde in einer Stichwahl zwischen Rassemblement National von Marine Le Pen und der Linkspartei La France insoumise von Jean-Luc Mélenchon  für den Rassemblement National stimmen.

## Werke (Auswahl)
- (mit Pascal Bruckner) Le nouveau désordre amoureux. Éditions du Seuil, Paris 1977
  - Die neue Liebesunordnung. Übersetzung Hainer Kober. Hanser, München 1979, ISBN 3-446-12842-5
- (mit Pascal Bruckner) Au coin de la rue, l’aventure.
  - Das Abenteuer gleich um die Ecke. Kleines Handbuch der Alltagsüberlebenskunst. Übersetzung Hainer Kober. Hanser, 1981
- Le juif imaginaire.
  - Der eingebildete Jude. Übersetzung Hainer Kober. Hanser, München 1982, ISBN 3-446-13562-6[18]
- L'Avenir d'une négation. Réflexions sur la question du génocide. Gallimard, Paris 1982.
  - Revisionismus von links. Überlegungen zur Frage des Genozids, aus dem Französischen von Christoph Hesse, ça-ira-Verlag, Freiburg 2024, ISBN 978-3-86259-151-0.
- La défaite de la pensée. Gallimard, Paris 1987
  - Die Niederlage des Denkens. Übersetzung Nicola Volland. Rowohlt, Reinbek 1989, ISBN 3-499-12413-0
- La mémoire vaine.
  - Die vergebliche Erinnerung. Vom Verbrechen gegen die Menschheit. Übersetzung Frank Miething. Tiamat, Berlin 1989, ISBN 3-923118-02-3
- L’humanité perdue.
  - Verlust der Menschlichkeit. Versuch über das 20. Jahrhundert. Übersetzung Susanne Schaper. Klett-Cotta, Stuttgart 1998, ISBN 3-608-91903-1
- L’ingratitude. Conversation sur notre temps.
  - Die Undankbarkeit. Gedanken über unsere Zeit. Übersetzung Susanne Schaper. Ullstein, Berlin 2001, ISBN 3-89834-043-0
- L’Explication.
  - Klartext. Eine Kontroverse. Mit Alain Badiou, Hg. Peter Engelmann, Übersetzung Richard Steurer-Boulard. Passagen, Wien 2013, ISBN 978-3-7092-0038-4
- L’identité malheureuse. Stock, Paris 2013, ISBN 978-2-234-07336-4
- La Seule Exactitude. Stock, Paris 2015, ISBN 978-2-234-07897-0
- À la première personne., Gallimard, Paris 2019
  - Ich schweige nicht. Philosophische Anmerkungen zur Zeit. Übersetzung Rainer von Savigny. Langenmüller, München 2021, ISBN 978-3-7844-8412-9
- L’après littérature. Stock, Paris 2021, ISBN 978-2-234-08725-5
  - Vom Ende der Literatur: Die neue moralische Unordnung. Übersetzung Rainer von Savigny. Langenmüller, München 2023, ISBN 978-3-7844-3656-2